# Parc national de Batang Ai
Le parc national de Batang Ai, est un parc national situé sur l'île de Bornéo dans la division Sri Aman du Sarawak en Malaisie. Il se trouve à Lubok Antu quelque 250 kilomètres à l'est de Kuching.